# Eremiascincus isolepis
Eremiascincus isolepis — вид сцинкоподібних ящірок родини сцинкових (Scincidae). Ендемік Австралії.

## Поширення і екологія
Eremiascincus isolepis поширені на півночі Австралії, на території Західної Австралії, Північної Території і північного Квінсленду, зокрема на деяких сусідніх островах. Вони живуть в сухих тропічних лісах і рідколіссях та в прибережних чагарникових заростях, серед опалого листя, каміння і повалених дерев, трапляються на окраїнах боліт і біллабонгів. Ведуть нічний, наземний спосіб життя.